# Ion Hudiță
Ioan Hudiță (n. 1 august 1896 – d. 21 martie 1982) a fost un istoric, profesor universitar și om politic român, care a îndeplinit funcția de ministru al agriculturii și al domeniilor publice în perioada 6 decembrie 1944 - 28 februarie 1945, în guvernul condus de generalul Nicolae Rădescu.

## Familie și studii
S-a născut în satul Bogdănești din fostul județ Baia, la data de 1 august 1896, ca fiu al învățătorului Vasile Hudiță și al soției acestuia Maria, născută Cârlănescu.
A urmat cursurile școlii primare din Bogdănești.
Între 1908 și 1912, a fost elev la gimnaziului Alexandru Donici din Fălticeni.
Între 1912 și 1915, a fost elev la Liceul Național din Iași.
Între 1915 și 1919, a urmat cursurile Facultății de Litere, secția Istorie, ale Facultății de Drept și ale Facultății de Științe, secția de Geografie ale Universității din Iași.
Obține licența în drept în octombrie 1918, urmată de licența în geografie.
În iulie 1919 obține a treia licență, în litere și filosofie, cu specialitatea istorie, cu distincția „magna cum laude”.
Se căsătorește la 16 iulie 1921 (3 iulie pe stil vechi), la Zorleni, județul Vaslui, cu Emilia Popa. Nași sunt folcloristul Mihai Lupescu și soția sa, Luțica.
Vor avea două fiice, Ioana-Ruxandra-Genoveva, născută la Paris, căsătorită cu academicianul profesor Dan Berindei, și Teodora, căsătorită cu profesorul Nicolai Zaharia.

## Activitate profesională
Profesor la Liceul Bogdan Petriceicu Hașdeu din Chișinău din 1919 până în 1921.
În decembrie 1919 obține, prin concurs, o bursă de studii a Casei Școalelor pentru a pregăti un doctorat în străinătate.

## Studii la Sorbona
Pleacă la Paris împreună cu soția sa, ajungând acolo la 24 iulie 1921.
Între 1921 și 1927 studiază la Paris, Sorbona, având ca îndrumător la lucrarea de doctorat pe profesorul Charles Seignobos, unul dintre cei mai importanți profesori de istorie de la Sorbona ai vremii.
Începând de la 15 octombrie 1921 locuiesc la doamna Lemaitre, mama soției profesorului O. Tafrali, pe strada Dante, nr. 1, deasupra restaurantului Blanc1.
În vara lui 1922 face o lungă călătorie prin Germania, însoțit de soția sa. Vizitează cele mai importante centre universitare, strângând materiale, din arhive și biblioteci, pentru teza de doctorat.
Comisia de doctorat a fost prezidată de profesorul Emil Bourgeois. Obține titlul de doctor în litere, cu mențiunea "très onorable".

## Conferențiar și profesor universitar
Din 1 ianuarie 1928 și până în toamna lui 1935 este conferențiar de istorie diplomatică la Facultatea de Litere a Universității din Iași. În tot acest timp este și profesor la Liceul Militar din Iași.
Profesor de istorie a diplomației la Academia de Înalte Studii Industriale și Comerciale din București începând din anul 1935 până în anul 1938.
În toamna lui 1939 este numit profesor de etnografie și genealogie la Școala de arhivistică din București. Rămâne aici până în anul 1941.
Din 1941 este conferențiar de istorie diplomatică în cadrul catedrei de istorie universală la Universitatea din București. În paralel deține și o conferință la Facultatea de Litere și Filosofie a Universității din București. În 1943, în urma unui concurs, obține titularizarea ca profesor de istorie a diplomației, la aceiași Universitate.
La 15 februarie 1947 este eliminat din învățământ.

## Activitate politică
Înscris în anul 1931 în Partidul Țărănesc-Democrat al lui Nicolae Lupu, este ales deputat de Baia în anul 1932. În februarie 1934 Partidul Țărănesc Democrat fuzionează cu Partidul Național Țărănesc.
După fuziunea partidelor conduse de Iuliu Maniu și de Ion Mihalache, devine un membru marcant al Partidului Național Țărănesc.
În anul 1937 este ales din nou ca deputat de Baia. Era în acest timp și președinte al organizației PNȚ pentru județul Baia, precum și membru al delegației permanente a partidului.
În 1940 este, împreună cu Virgil Solomon, secretar general adjunct al PNȚ, secretar general fiind Ghiță Popp.
Este membru, în 1944, al comitetului de acțiune pentru răsturnarea regimului Antonescu, ca delegat, împreună cu Ghiță Popp, al PNȚ. În casa lui, din strada H (azi strada Constantin Tǎnase) nr. 11, din cartierul Vatra Luminoasă, se semnează, la 19 iunie 1944, pactul celor patru partide (PNL, PNȚ, PSDR și PCR) care va fi pus în practică la 23 august 1944.
Ministru al Agriculturii și Domeniilor în al doilea guvern Sănătescu și în guvernul Rădescu, până la 6 martie 1945.
La alegerile din noiembrie 1946 este ales deputat de Baia, fără să-și poată exercita mandatul.

## În închisorile comuniste
Arestat la 1 octombrie 1947 ca fost ministru. Fără a se emite mandat de arestare și fără a fi judecat, este deținut până la 22 decembrie 1955 la Văcărești, Craiova și Sighet.
Cercetător principal la Institutul de istorie "Nicolae Iorga" la 1 februarie 1956. Pensionat în vara lui 1959.
Din nou arestat în toamna lui 1961 și supus cercetărilor fără să i se intentează proces. Este eliberat în luna iulie 1962.

## Ultimii ani
A continuat să lucreze și după ieșirea la pensie la diverse studii istorice. A pus în ordine jurnalul zilnic pe care îl ținuse pe aproape tot timpul vieții, scriind peste douăzeci de caiete.
A murit la 21 martie 1982 la București, după o foarte scurtă suferință.
La înmormântarea sa, de la cimitirul Belu din București, Corneliu Coposu i-a făcut următoarea caracterizare:
"Profesorul Hudiță a fost un om modest, dar un mare caracter: un luptător bun și loial; un istoric care a strălucit prin cultură, hărnicie și onestitate stiințifică. A fost un profesor ilustru și un gânditor neostenit, cu inteligență sclipitoare și cu excepțională putere de analiză: a fost un om agreabil, înzestrat cu superbia curajului moral și a optimismului robust, generat de luciditate și echilibru spiritual. A fost un îndrăgostit de Adevăr și de Țară."
1. Majoritatea datelor din prezentare sunt preluate din Jurnalul ținut de Ion Hudiță, păstrat de familie în manuscris, publicat sub îngrijirea acad. Dan Berindei, ginerele său.

## Lucrări
- „Répertoire des Documents concernant les Négociations Diplomatiques entre la France et la Transylvanie au XVIIe siècle (1636-1683)”, Paris, Librarie Universitaire J. Gamber Editeur, 1926, 271 pagini
- „Histoire des Rélations Diplomatiques entre la France et la Transylvanie au XVIIe Siècle (1635-1683)”, Thèse pour le Doctorat ès Lettres, Pesentée a la Faculté des Lettres de l'Université de Paris, Paris, Librairie Universitaire, J. Gamber Editeur, 1927, 432 pagini
- „Recueil de Documents concernant l'Histoire des Pays Roumains, tirés des Archives de France XVIe et XVIIe Siècles”, Iași, Editura Viața Românească, 1929, 316 pagini
- „Contribuțiuni la istoria spătarului Neculai Milescu și a lui Gheorghe Ștefan”,  Iași, Institutul de Arte Grafice "Presa Bună", 1929, 19 pagini (extras din "Arhiva", XXXVI (1929) Nr. 2)
- „Contribuțiuni la istoria lui Cuza-Vodă”, Iași, Institutul de Arte Grafice "Presa Bună", 1931, 24 pagini (Extras din "Arhiva", XXXVI, 1931, Nr. 2 - 3)
- „Discurs la Mesaj ținut în Adunarea Deputaților în ședințele dela 24 și 26 august 1932”, Iași, Institutul de Arte Grafice "Presa Bună", 1932, 38 pagini
- „Discurs la legea conversiunii datoriilor agricole, în ședinta dela 1 octomvrie 1932”, București, 10 pagini
- „Discurs la legea pentru reducerea salariilor funcționarilor publici. Ședința Camerii Deputaților din 10 februarie 1932”, București, Monitorul Oficial și Imprimeriile Statului, 1933, 40 pagini
- „Raport al Comisiunii parlamentare de anchetă privitor la încheierea contractului de armament cu Fabrica Skoda”, București, 1934, 56 pagini
- „Discurs la legea învățământului primar, rostit în ședinta Camerii dela 22 iunie 1934”, București, Monitorul Oficial și Imprimeriile Statului, 1934, 17 pagini
- „Falsul comis contra d-lui Iuliu Maniu în procesul Seletzky, discurs ținut în ședința camerei Deputaților dela 21 martie 1935”, București, Monitorul Oficial și Imprimeriile statului, 1935, 43 pagini
- „Discurs la discuția generală a bugetului statului pe anul 1937 - 1938, rostit în ședinta Camerei dela 17 martie 1937”, București, Monitorul Oficial și Imprimeriile Statului, 1937, 15 pagini
- „Curs de Istoria Diplomatică”, 1936-1937, vol. I, Ed.1, București, litografiat la Academia de Înalte Studii Comerciale și Industriale, Editor-stenograf Dumitru Pitiș, 1937, 373 pagini.
- „Curs de Istorie Diplomatică, Academia de Înalte Studii Comerciale și Industriale – Bucuresti”, 1937-1938, vol. II, litografiat, 367 pagini
- „Franța și Cuza Vodă. Lovitura de Stat proiectată în 1863, după documente inedite”, (extras din "Hrisovul" Buletinul Școlii de Arhivistică, Vol. 1, 1941), București, Tipografia "Carpați" P. Bărbulescu, 1941, 185 pagini.
- „Proiect de lege pentru expropriere și împroprietărire, 11 februarie 1945”, București, 1945, 29 pagini

Lucrări rămase sub formă de manuscris 
- „Lovitura de Stat din mai 1864”, 400 pagini
- „Conferința din Constantinopol, 1862-1863 și Unirea definitivă a Principatelor din 1863”, 350 pagini
- „Problema Capitulațiilor și Marile Puteri pe timpul lui Cuza Vodă”, 320 pagini
- „Jurnal zilnic/politic” Caiete manuscrise, în curs de publicare

Lucrări publicate postum
- „Jurnal politic. 1938, 1 ianuarie-15 septembrie, începuturile dictaturii regale.” Introducere și note de academician Dan Berindei, Editura Fundației PRO, București, 2002
- „Jurnal politic. 1939, (1 mai-31 decembrie)”, Cu un studiu introductiv de Acad. Dan Berindei, Editura Fundației PRO, București, 2004
- „Jurnal politic. (1 ianuarie -6 septembrie 1940) ” Studiu introductiv și note de acad. Dan Berindei, Instututul European, Iași, 1998,
- „Jurnal politic. II, 7 septembrie 1940-8 februarie 1941, ” Studiu introductiv și note de acad. Dan Berindei, Instututul European, Iași, 2000,
- „Jurnal politic. vol. III, 9 februarie -21 iunie 1941” Studiu introductiv și note de acad. Dan Berindei, Instututul European, Iași, 2002
- „Jurnal politic. 16 septembrie 1938-30 aprilie 1939” Introducere și note de acad. Dan Berindei, București, Editura Fundației PRO, 2003
- „ Jurnal politic.22 iunie 1941-28 februarie 1942”, Studiu introductiv, note și indice de acad. Dan Berindei, Editura Lucman,  București, 2005
- „Jurnal politic., 1 ianuarie -24 august 1944”, Studiu introductiv și note de Academician Dan Berindei, Editura Roza Vânturilor, București, 1997
- „Jurnal politic. 25 august 1944-3 noiembrie 1944”, Studiu introductiv, note și indice de acad. Dan Berindei, Editura Paralela 45, Pitești, 2006
- „Jurnal politic (7 decembrie 1944 – 6 martie 1945)” [2]